# The Uncle Who Works for Nintendo
The Uncle Who Works for Nintendo («El tío que trabaja para Nintendo») es un juego de aventuras de texto con temática de terror, desarrollado por Michael Lutz y lanzado a través de navegador el 15 de octubre de 2014.
El título del juego está inspirado en un reclamo falso de patio de recreo que los niños usan estereotipadamente para difundir rumores relacionados con videojuegos y leyendas urbanas.

## Trama
The Uncle Who Works para Nintendo se desarrolla a fines de la década de 1990, y presenta al jugador en el papel de un niño de 11 años que pasa la noche en la casa de un amigo, aparentemente rico. Tanto el personaje amigo como el jugador disfrutan de los videojuegos, y el amigo (cuyo nombre se puede seleccionar de una lista) tiene una gran selección de ellos, incluidos sistemas extraños e inéditos. Esto se explica porque el amigo tiene un «tío que trabaja para Nintendo».
El amigo lleva una Nintendo 64 a una pequeña guarida fuera de la casa propiamente dicha, donde ambos se quedan durante la noche. Las opciones de diálogo permiten al jugador aprender más sobre la historia de fondo y la relación entre los dos personajes. Los padres del amigo en algún momento les dirán a ambos que el tío del amigo llegará de visita a la medianoche. Varias opciones de interacción harán avanzar gradualmente el reloj del juego hasta que llegue a la medianoche. Seguir ciertas opciones de diálogo revelará gradualmente ciertas discrepancias y peculiaridades relacionadas con las declaraciones y la historia de fondo del amigo, con el protagonista recordando cosas de las que el amigo afirma no recordar.
Pensar en el tío del amigo revelará un recuerdo donde el protagonista escuchó por primera vez sobre el tío: habían llevado su Game Boy a la escuela, mostrando que habían atrapado a un Mew anormalmente poderoso en Pokémon rojo y azul, que nadie más en la escuela había logrado lograr. Cuando se les preguntó cómo lo consiguieron, afirmaron que su tío había conseguido un trabajo en Nintendo.
El juego tiene un total de seis finales posibles, cinco de los cuales están inicialmente disponibles y uno que requiere la finalización de todos los demás finales. Los dos primeros involucran el reloj que llega a la medianoche y el «tío», que parece ser una entidad sobrenatural, llega y «consume» al protagonista, ya que necesita ser «alimentado» periódicamente. Esto se representa textualmente usando un código de computadora falso e interferencia con la interfaz del juego. Algunas opciones de diálogo desbloquean la opción de llamar a casa y pedirle a la madre del protagonista que los lleve a casa temprano, lo que lleva a los finales tres a cinco. El tercero, donde el amigo «se muda» y nunca más se sabe de él, se activa si esto sucede mientras el jugador no se ha enterado de la verdadera naturaleza del «tío» del amigo. El cuarto y el quinto son en su mayoría idénticos, con el amigo aparentemente muriendo en un incendio después de que el protagonista se va. Luego, el jugador tiene la opción de sacar su Game Boy del lugar del incendio días después. Dejar el Game Boy desencadena el cuarto final, donde el protagonista simplemente regresa a casa. Tomar el Game Boy dará como resultado que los «padres» del protagonista (con el juego dando a entender que fueron reemplazados por la entidad) le informen que «su tío tiene un nuevo trabajo en Nintendo».
El final final, disponible después de completar todos los demás, requiere que el jugador huya a la cocina cuando llegue el «tío», una opción que de otro modo no estaría disponible debido a la influencia de la entidad. Aquí, el protagonista encontrará la Game Boy de su amigo. Al interactuar con un «menú de pausa» simulado, se revela que la Game Boy está directamente vinculada al «tío», que se ofrece a sí misma a las personas prometiendo juegos, estrategias y consolas a cambio de «alimentación» periódica. Al seleccionar una opción de velocidad de texto «rápida», el juego se «reinicia», acelerando automáticamente a través de la introducción del guion. El protagonista le revela al amigo que sabe sobre el «tío» y que usó su conocimiento de ello para «volver aquí», lo que implica que tiene conocimiento de partidas anteriores del juego. La entidad se describe como «muerta de hambre», debilitando su influencia, y se da a entender que sus víctimas anteriores aún existen y pueden salvarse a través de las acciones del protagonista. El protagonista toma la mano del amigo, mientras «salen» del menú de pausa, matando a la entidad. Se muestra un texto extenso y confuso, que se puede descifrar parcialmente haciendo clic en ciertos fragmentos con hipervínculos, lo que revela un discurso semicoherente sobre un sentido personal de identidad y autoestima que se deriva a través del juego. Después de unos segundos, el texto desaparece abruptamente, antes de que el protagonista le comente al amigo sobre la fuerza de su amistad triunfando en el intento de la entidad de dividirlos, marcando el final definitivo de la historia.

## Desarrollo
Michael Lutz comenzó a escribir The Uncle Who Works para Nintendo a principios de agosto de 2014, luego del lanzamiento de su trabajo anterior My Father's Long, Long Legs en 2013. En comparación con su trabajo anterior, su objetivo era centrarse en crear un trabajo que fuera comparativamente más abierto. Describió su objetivo como «un juego de terror que, si da un poco de miedo cuando lo juegas por primera vez, se las arregla para volverse menos aterrador cada vez que lo juegas».
Durante su trabajo en el proyecto, comenzó la campaña de acoso de Gamergate. En un breve artículo titulado On Topicality («Sobre la actualidad»), escrito como parte de las notas de autor del juego, describe que los eventos le dieron a los temas del juego una relevancia que de otro modo no tendrían, afirmando que «el contingente de jugadores que levantan la bandera de los gamers son, en muchos sentidos, la realización de los pensamientos, sentimientos y comportamientos que constituyen el "enemigo" de este juego».

## Recepción
El título recibió la atención de numerosos medios en su lanzamiento inicial.
En un artículo sobre los lanzamientos de software gratuito de octubre de 2014, Adventure Gamers describió el juego como «sin duda horror de la variedad de creepypasta». El artículo elogió el último final por «brindar una conclusión profundamente satisfactoria a la historia». Más tarde, el sitio presentó el juego como una representación de octubre de 2014 en una retrospectiva mes a mes de los juegos gratuitos cubiertos por el sitio.
El título fue elogiado por Brash Games, quien calificó el juego con 9/10 y lo describió como «una obra maestra absolutamente terrorífica de lo que debería ser un thriller psicológico», destacando el valor de repetición proporcionado por los múltiples caminos y finales. Kill Screen proporcionó una revisión más crítica, calificando el juego 70/100 y comentando que «Vale la pena jugar una sola vez. Pero más allá de eso, [...] TUWWFN se vuelve tedioso».
Polygon comentó cómo se ve afectado el diálogo del juego si el jugador selecciona un nombre femenino para el amigo del protagonista. Esto se expuso aún más en un artículo de la escritora de ficción interactiva Emily Short, que describe la relación del amigo con el tío como «un trato fáustico en el que los juegos les prometen poder y éxito financiero y un estilo de vida alfa, a cambio de la destrucción de todos sus amigos», y haciendo referencia a las notas del autor que discuten el trabajo en relación con Gamergate. Sin embargo, describió el final final como una «disminución de la potencia emocional de la historia», argumentando que la parábola proporcionó una respuesta simplista a problemas culturales complejos del mundo real. Sin embargo, en última instancia, lo describió como «una pieza memorable [y] efectiva en general».
El trabajo ganó el premio XYZZY 2014 al «Mejor PC individual» (personaje jugador).